# XIX Giochi olimpici invernali
I XIX Giochi olimpici invernali (in inglese: XIX Olympic Winter Games), noti anche come Salt Lake City 2002, si sono svolti a Salt Lake City (Stati Uniti d'America) dall'8 al 24 febbraio 2002.
È stata la quarta edizione dei Giochi invernali ospitata negli Stati Uniti, dopo le edizioni di Lake Placid 1932, Squaw Valley 1960 e Lake Placid 1980.

## Assegnazione
| Città          | Paese       | Round 1 |
| Salt Lake City | Stati Uniti | 54      |
| Östersund      | Svezia      | 14      |
| Sion           | Svizzera    | 14      |
| Quebec         | Canada      | 7       |

Salt Lake City è stata scelta su Québec City (Canada), Sion (Svizzera) e Östersund (Svezia), il 16 giugno 1995, alla 104ª sessione del CIO a Budapest (Ungheria). Salt Lake City era precedentemente arrivata seconda durante le candidature per le Olimpiadi invernali del 1998, assegnate a Nagano, in Giappone, e si era offerta di essere l'ospite provvisorio delle Olimpiadi invernali del 1976 quando l'ospite originale, Denver, in Colorado, si ritirò. Le Olimpiadi invernali del 1976 furono infine assegnate a Innsbruck, in Austria.

## Sviluppo e preparazione

### Sedi di gara
I lavori sulle sedi delle Olimpiadi invernali del 2002 iniziarono già nel 1989, in seguito all'approvazione di un referendum statale che autorizzava l'uso del denaro dei contribuenti per finanziare pubblicamente la costruzione di nuove strutture per la candidatura alle Olimpiadi invernali del 1998 o del 2002.
Le nuove strutture costruite per i Giochi includevano lo Utah Olympic Oval a Kearns, lo Utah Olympic Park nella contea di Summit, The Ice Sheet a Ogden e Soldier Hollow al Wasatch Mountain State Park, il luogo della competizione più lontano da Salt Lake City. Anche l'E Center a West Valley City e la Peaks Ice Arena a Provo sono stati costruiti con il supporto dello SLOC e hanno co-ospitato l'hockey.
Il Delta Center ha ospitato pattinaggio di figura e pattinaggio di velocità su pista corta; è stato ribattezzato Salt Lake Ice Center per tutta la durata dei Giochi a causa delle regole di sponsorizzazione del CIO. Il Rice-Eccles Stadium dell'Università dello Utah ha ospitato le cerimonie di apertura e chiusura. Il Villaggio Olimpico fu costruito nello storico Fort Douglas, il cui terreno era stato acquistato dall'Università dello Utah per costruire nuove residenze. Lo SLOC ha fornito finanziamenti al progetto in cambio del suo utilizzo durante le Olimpiadi.
Main Street a Park City è stata trasformata in una piazza pedonale durante i Giochi, con festeggiamenti come concerti, spettacoli pirotecnici e presenza di sponsor. La consegna delle medaglie ha avuto luogo nel centro di Salt Lake City; Il palco della cerimonia presentava l'Hoberman Arch, una "tenda" metallica a forma di arco progettata da Chuck Hoberman.
| Impianto                  | Comune           | Sport                                       | Inaugurazione | Capacità | Note |
| ------------------------- | ---------------- | ------------------------------------------- | ------------- | -------- | ---- |
| Deer Valley               | Park City        | Sci alpino Freestyle                        |               | 13.400   |      |
| E Center                  | West Valley City | Hockey su ghiaccio                          | 1997          | 10.500   |      |
| Park City Mountain Resort | Park City        | Sci alpino Snowboard                        |               | 16.000   |      |
| Peaks Ice Arena           | Provo            | Hockey su ghiaccio                          | 1998          | 8.400    |      |
| Rice-Eccles Stadium       | Salt Lake City   | Cerimonia di apertura Cerimonia di chiusura | 1927          | 45.017   |      |
| Salt Lake Ice Center      | Salt Lake City   | Pattinaggio di figura Short track           | 1998          | 17.500   |      |
| Snowbasin                 | Ogden            | Sci alpino                                  |               | 22.500   |      |
| Soldier Hollow            | Midway           | Biathlon Combinata nordica Sci di fondo     |               | 15.200   |      |
| The Ice Sheet             | Ogden            | Biathlon Curling                            | 1994          | 2.000    |      |
| Utah Olympic Oval         | Kearns           | Pattinaggio di velocità                     | 2001          | 5.236    |      |
| Utah Olympic Park         | Park City        | Bob Skeleton Slittino                       | 1997          | 15.000   |      |
| Utah Olympic Park Jumps   | Park City        | Combinata nordica Salto con gli sci         | 1994          | 18.100   |      |

### Simboli

#### Torcia
Il passaggio della torcia è iniziato cerimonialmente il 19 novembre 2001, con la tradizionale accensione di una fiamma olimpica ad Olimpia, in Grecia.
Il 3 dicembre, lo sciatore greco Thanassis Tsailas ha acceso la prima torcia dal calderone e ha trasferito la sua fiamma in una lanterna cerimoniale per il trasporto ad Atlanta, dove è arrivata il 4 dicembre per lanciare ufficialmente la tappa americana della staffetta.

#### Mascotte
Le mascotte rappresentano tre animali originari degli Stati Uniti occidentali: rispettivamente una lepre con le racchette da neve, un coyote e un orso nero americano.
I nomi delle mascotte furono ufficialmente annunciati rispettivamente come Polvere, Rame e Carbone.

## I Giochi

### Discipline
Il programma olimpico prevedeva competizioni in 15 discipline:
| Disciplina              | Maschile | Femminile | Misti | Totali |
| ----------------------- | -------- | --------- | ----- | ------ |
| Biathlon                | 4        | 4         |       | 8      |
| Bob                     | 2        | 1         |       | 3      |
| Combinata nordica       | 3        |           |       | 3      |
| Curling                 | 1        | 1         |       | 2      |
| Freestyle               | 2        | 2         |       | 4      |
| Hockey su ghiaccio      | 1        | 1         |       | 2      |
| Pattinaggio di figura   | 1        | 1         | 2     | 4      |
| Pattinaggio di velocità | 5        | 5         |       | 10     |
| Salto con gli sci       | 3        |           |       | 3      |
| Sci alpino              | 5        | 5         |       | 10     |
| Sci di fondo            | 6        | 6         |       | 12     |
| Short track             | 4        | 4         |       | 8      |
| Skeleton                | 1        | 1         |       | 2      |
| Slittino                | 2        | 1         |       | 3      |
| Snowboard               | 2        | 2         |       | 4      |
| Totale (15 discipline)  | 42       | 34        | 2     | 78     |

## Risultati

### Medagliere
Di seguito le prime 10 posizioni del medagliere:
  Nazione ospitante 
| Pos. | Paese       | Oro | Argento | Bronzo | Totale |
| ---- | ----------- | --- | ------- | ------ | ------ |
| 1    | Norvegia    | 13  | 5       | 7      | 25     |
| 2    | Germania    | 12  | 16      | 8      | 36     |
| 3    | Stati Uniti | 10  | 13      | 11     | 34     |
| 4    | Canada      | 7   | 3       | 7      | 17     |
| 5    | Russia      | 5   | 4       | 4      | 13     |
| 6    | Francia     | 4   | 5       | 2      | 11     |
| 7    | Italia      | 4   | 4       | 5      | 13     |
| 8    | Finlandia   | 4   | 2       | 1      | 7      |
| 9    | Paesi Bassi | 3   | 5       | 0      | 9      |
| 10   | Austria     | 3   | 4       | 10     | 17     |

### Protagonisti
- Simon Ammann (Svizzera, salto con gli sci): l'outsider elvetico, senza aver mai vinto una gara di Coppa del Mondo, si laurea bi-campione olimpico dal trampolino corto K90 e dal trampolino lungo K120.
- Ole Einar Bjørndalen (Norvegia, biathlon): domina le gare maschile vincendo tutte e quattro le medaglie d'oro in palio.
- Janica Kostelić (Croazia, sci alpino): la sciatrice croata dà prova della sua polivalenza vincendo tre ori e un argento.
- Steven Bradbury (Australia, short track): vince una medaglia d'oro, pur essendo ultimo in prossimità del traguardo, a causa della caduta di tutti gli altri concorrenti.
- Stefania Belmondo (Italia, sci nordico): vince un oro, un argento e un bronzo come 10 anni prima ad Albertville, arrivando a un totale di 10 medaglie olimpiche.